# 成肅皇后
成肅皇后（1132年—1203年），名謝蘇芳，南宋孝宗皇后，潤州丹陽人。謝氏年幼孤苦無依，後被翟家收養，因此冒姓翟，後改回原姓謝。長大後被選入宮，原為憲聖太后的侍女，後獲賜咸安郡夫人，宋孝宗即位後晉婉容，其後再晉封為僅次於皇后的貴妃。
謝貴妃敬夫教弟，性儉樸仁慈，衣服由自己親自洗滌。夏皇后逝世後，中宮虛位，孝宗於淳熙三年（1176年）立謝氏為皇后，親屬等十人獲授官。
淳熙十六年（1189年）孝宗禪位於光宗，謝皇后上尊號壽成皇后。有一次，謝皇后看不過眼光宗皇后李鳳娘的傲慢無禮作風，便好言規勸李皇后應注重皇后身份，禮儀德體，但李皇后不但不聽，反而諷刺說：「我是官家的結髮夫妻！」由於謝氏是由嬪妃冊為中宮，李鳳娘此言是在諷刺謝皇后身份卑微，謝皇后大怒，將此事告知孝宗，孝宗於是決定廢黜李鳳娘，召來朝臣商議廢后一事，但史浩認為光宗才剛登基，若立即廢后或會引起人們議論，不利於大局，堅決反對廢后一事，而孝宗又已經退位為太上皇，得不到很多大臣的支持，廢后一事便因此不了了之。
孝宗死後，謝氏被尊為皇太后，趙汝愚、趙彥逾、韓侂冑、徐誼、郭杲等大臣不滿宋光宗、李鳳娘，在獲太皇太后支持下，逼迫宋光宗內禪，宋光宗、李鳳娘因而被稱為太上皇、太上皇后。
慶元初年謝氏加號惠慈，慶元六年（1200年）尊為太皇太后，嘉泰二年（1202年）加晉封慈佑太皇太后，嘉泰三年（1203年）崩逝，諡號成肅，與孝宗合葬於永阜陵。宋寧宗在成肅謝皇后去世後恩賜其弟謝淵金二千兩、錢十萬緡、田十頃，後封和國公。

## 注
1. ↑  宋代俗稱皇帝為官家

## 延伸阅读
[在维基数据编辑]
 《宋史·卷243》，出自脱脱《宋史》
 在维基共享资源阅览影像